# Darius Kinsey

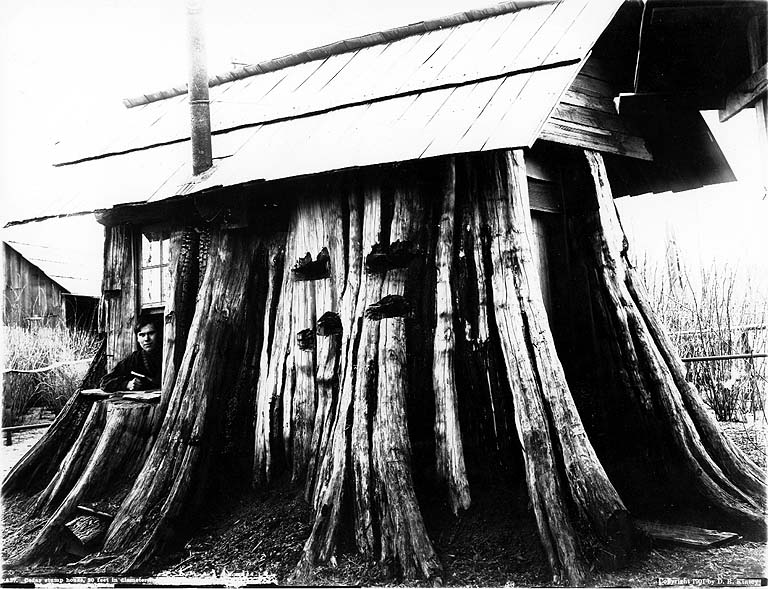
Cedar stump house, 1901

Darius Kinsey (1869 – 1945) amerikai fotográfus, aki Washington állam nyugati részén dolgozott 1890 és 1940 között. Elsősorban  fakitermelőket és a fafeldolgozás minden stádiumát fényképezte, ennek során számos fotót készített az egykori őserdők maradványairól. Emellett számos tájképe maradt fenn és szívesen fényképezett mozdonyokat is. Később stúdióban dolgozott.

## Életpályája
Kinsey Maryville városban született Missouri államban, később Snoqualmie-ban élt Washington államban. Itt kezdett fényképezni 1890-ben. Több évig vándor-fényképészként dolgozott, Tabitha Pritts-szel 1896-ban kötött házasságáig. Ezután fényképész műtermet rendezett be Sedro-Woolley-ben Washington államban. 
1906-ban a pár Seattle-be költözött, ahol stúdiót nyitottak. Tabitha a negatívok és a képek előhívását végezte. Darius 1940-ben balesetet szenvedett, amikor leesett egy tuskóról, ekkor abbahagyta fényképészi munkáját. 
1945-ben halt meg, Nooksackban nyugszik Washington államban.
A Whatcom Museum of History and Art őrzi munkáinak nagy részét, de az University of Washington könyvtárában is találhatóak képei.